# Räumlichkeit (Akustik)
Eine Räumlichkeit, auch Räumlichkeitseindruck, wird bei geringer Lautstärke im geschlossenen Raum nicht empfunden. Schallquellen können sein: Sprecher, Sänger oder einzelnes Musikinstrument, die man auch punktförmig lokalisiert oder auch Chor bzw. Orchester. Je größer die Lautstärke ist, und je stärker die aus seitlichen Richtungen eintreffenden Schallreflexionen sind, begünstigt durch geringe Raumbreite, seitliche Emporen und/oder schräge Schallreflektoren, sowie Vermeidung von Pfeilern mit großem Querschnitt vor den Seitenwänden, desto stärker ist die Räumlichkeit als Empfindung, dass der Raum seitlich von den Schallquellen bis hin zu den Wänden und über ihnen bis zur Decke mit Schall gefüllt ist. Die Räumlichkeit gehört zu den raumakustischen Gütekriterien. Räumlichkeit ist eine Komponente des Raumeindrucks.

## Stereomischung
Die typische Tonaufnahme in „Multimikrofonierung“, also ohne Hauptmikrofon, bei der einzelne Monosignale mit Panoramareglern (Panpots) zur Richtungslokalisation zwischen die beiden Lautsprecher „gepannt“ werden, wird mit Knüppelstereofonie bezeichnet. Dabei wird meist eine natürlichere Verbindung zwischen den punktförmigen Signalen sowie eine gewisse Räumlichkeit vermisst.